# حكومة أستراليا
حكومة أستراليا هي حكومة كومنولث أستراليا، وهي ملكية دستورية برلمانية فيدرالية. كما يشار إليه عادة باسم الحكومة الأسترالية أو حكومة الكومنولث أو الحكومة الاتحادية.
تم تشكيل كومنولث أستراليا في عام 1901 نتيجة لاتفاق بين ست مستعمرات بريطانية تتمتع بالحكم الذاتي، والتي أصبحت ست ولايات. تتجسد شروط هذا العقد في الدستور الأسترالي، الذي تم إعداده في اتفاقية دستورية وصادق عليه أهالي المستعمرات في الاستفتاءات. رئيس الدولة الأسترالي هو ملكة أستراليا التي يمثلها الحاكم العام لأستراليا، مع تفويض السلطات التنفيذية من قبل المؤتمر الدستوري لرئيس الحكومة الأسترالية، رئيس وزراء استراليا.
تنقسم حكومة كومنولث أستراليا إلى ثلاثة فروع: الفرع التنفيذي، يتألف من المجلس التنفيذي الاتحادي، برئاسة الحاكم العام، الذي يفوض السلطات إلى مجلس وزراء أستراليا، برئاسة رئيس الوزراء؛ الفرع التشريعي، المكون من برلمان مجلس النواب ومجلس الشيوخ الأسترالي؛ والفرع القضائي، المؤلّف من المحكمة العليا في أستراليا والمحاكم الفدرالية. الفصل بين السلطات ينطوي على هيكل الدستور، يتم تعيين فروع الحكومة الثلاثة في فصول منفصلة (الفصول من الأول إلى الثالث). يجمع نظام الحكم الأسترالي بين عناصر نظام وستمنستر وواشنطن ذات الخصائص الأسترالية الفريدة، وقد تم وصفه بأنه «طفرة وليمينستر».

## الهيكل

### الفروع الثلاثة للحكومة الاتحادية في أستراليا

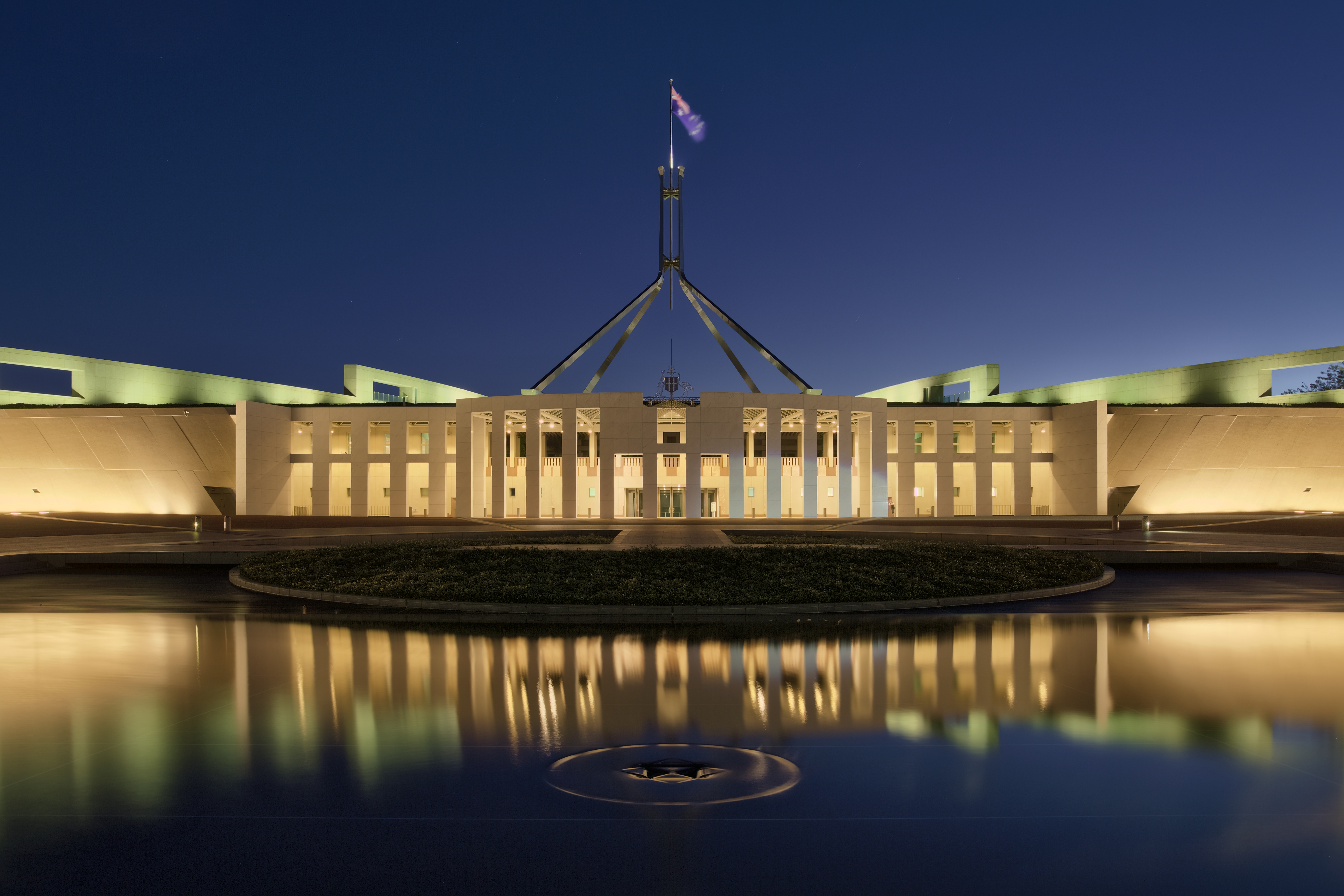
المجلس التشريعي: مبنى البرلمان في كانبيرا، مقر البرلمان الاتحادي

السلطة التنفيذية: رئيس الوزراء السابق مالكولم تيرنبول (يسار) يمثل المجلس التنفيذي الاتحادي، والحاكم العام بيتر كوسجروف (إلى اليمين) الذي يتبع الاتفاقية بناءً على مشورة المجلس

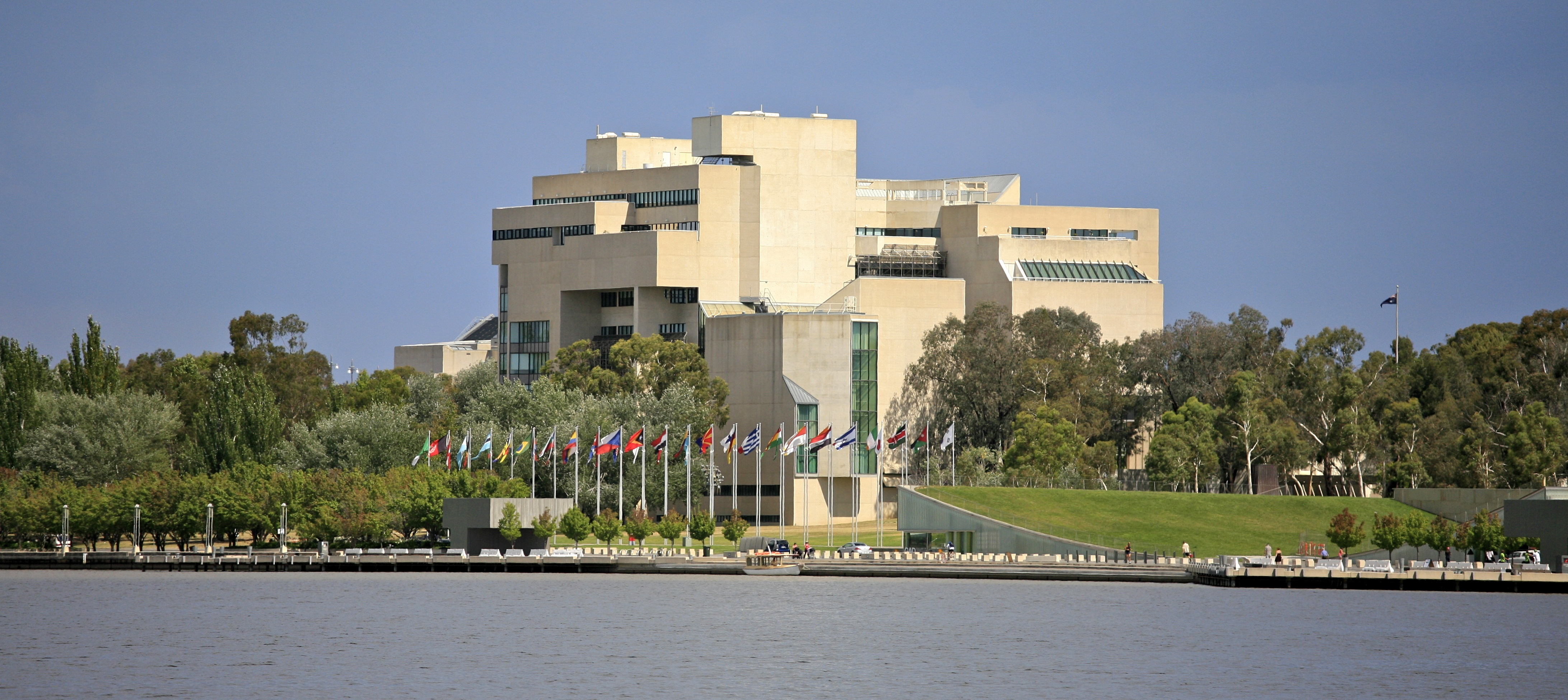
السلطة القضائية: المحكمة العليا في أستراليا، أعلى محكمة في البلاد

ينشئ القسم الأول من الدستور الأسترالي هيئة تشريعية ديمقراطية، برلمان أستراليا المؤلف من مجلسين، ويتألف من ملكة أستراليا، ومنزلين للبرلمان ومجلس الشيوخ ومجلس النواب. ينص الفصل 51 من الدستور على السلطات التشريعية لحكومة الكومنولث ويخصص بعض السلطات والمسؤوليات (المعروفة باسم «رؤساء السلطة») لحكومة الكومنولث. تحتفظ الدول الست جميع المسؤوليات المتبقية (مستعمرات منفصلة سابقا). علاوة على ذلك، لكل دولة دستورها الخاص، بحيث يكون لدى أستراليا سبعة برلمانات ذات سيادة، لا يمكن لأي منها أن يتعدى على وظائف أي دولة أخرى. تحكم محكمة أستراليا العليا في أي نزاعات تنشأ بين الكومنولث والدول، أو بين الدول ذاتها، فيما يتعلق بمهام كل منها.
يمكن لبرلمان الكومنولث اقتراح تغييرات في الدستور. ولكي تصبح فعالة، يجب طرح المقترحات في استفتاء لجميع الأستراليين ممن هم في سن الاقتراع، ويجب أن يحصلوا على «أغلبية مزدوجة»: أغلبية جميع الأصوات، وأغلبية الأصوات في أغلبية الدول.
ينص دستور الكومنولث أيضاً على أنه يمكن للدول الموافقة على إحالة أي من سلطاتها إلى الكومنولث. ويمكن تحقيق ذلك عن طريق تعديل الدستور عن طريق الاستفتاء (تصويت على ما إذا كان نقل السلطة المقترح من الولايات إلى الكومنولث، أو العكس، ينبغي تنفيذه). ويمكن نقل الصلاحيات الأكثر شيوعًا بتمرير قوانين تشريعية أخرى تسمح بالترحيل، وتتطلب مثل هذه الأعمال موافقة تشريعية من جميع حكومات الولايات المعنية. قد يكون لهذا التشريع «النقل» «بند غروب الشمس»، وهو حكم تشريعي يلغي عملية نقل السلطة بعد فترة محددة، وعند هذه النقطة يتم استعادة التقسيم الأصلي للطاقة.
بالإضافة إلى ذلك، يوجد في أستراليا عدة «أقاليم»، اثنتان منها تتمتعان بالحكم الذاتي: إقليم العاصمة الأسترالية والأراضي الشمالية. المجالس التشريعية لهذه الأقاليم، جمعياتها، تمارس صلاحيات تخولها الكومنولث؛ لا يزال برلمان الكومنولث قادراً على تجاوز تشريعاتهم وتغيير سلطاتهم. ويمثل المواطنون الأستراليون في هذه الأراضي أعضاء في مجلسي البرلمان الكومنولث. كانت أراضي جزيرة نورفولك تتمتع بالحكم الذاتي في الفترة من عام 1979 حتى عام 2016، على الرغم من أنها لم تُمثل على هذا النحو في برلمان الكومنولث. أما الأراضي الأخرى التي يسكنها بانتظام، وهي خليج جيرفيس وجزيرة الكريسماس وجزر كوكوس (كيلينغ)، فلم يكن لها مطلقًا أي حكم ذاتي.
كانت الطبيعة الاتحادية للكومنولث وهيكل برلمان أستراليا موضوع مفاوضات مطولة بين المستعمرات أثناء صياغة الدستور. يتم انتخاب مجلس النواب على أساس يعكس اختلاف سكان الدول. وهكذا فإن نيو ساوث ويلز (إحدى مقاطعات أستراليا) تضم 48 عضوا في حين أن تسمانيا لديها خمسة أعضاء فقط. لكن مجلس الشيوخ يتم انتخابه على أساس المساواة بين الدول: جميع الدول تنتخب 12 عضوًا في مجلس الشيوخ، بغض النظر عن عدد السكان. وكان القصد من ذلك السماح لأعضاء مجلس الشيوخ في الدول الأصغر أن يشكلوا أغلبية، وبالتالي يمكنهم تعديل أو رفض مشاريع القوانين الناشئة في مجلس النواب. ينتخب كل من أقليم العاصمة الأسترالية والأراضي الشمالية اثنين من أعضاء مجلس الشيوخ.
المستوى الثالث من الحكومة بعد الكومنولث والدولة/الإقليم، هو الحكومة المحلية، في شكل من الشواطئ والبلدات والمدن. وتتألف مجالس هذه المناطق من ممثلين منتخبين (يُعرفون إما بالمجلس أو عضو مجلس محلي، حسب الدولة)، وعادة ما يكونون يعملون بدوام جزئي. يتم تفويض صلاحياتها لهم من قبل الدولة أو الإقليم الذي يوجدون فيه.
تقوم الحكومة على مستوى الكومنولث وعلى مستوى الدولة / الإقليم، بثلاثة أذرع حكومية مترابطة:
- الهيئة التشريعية: برلمان الكومنولث

تنفيذي: سيادة أستراليا، التي تمارس سلطاتها التنفيذية من قبل الحاكم العام ورئيس الوزراء والوزراء وإداراتهم.
السلطة القضائية: المحكمة العليا في أستراليا والمحاكم الفدرالية الفرعية.
الفصل بين السلطات هو المبدأ الذي تقوم بموجبه أذرع الحكومة الثلاثة بأنشطتها بشكل منفصل عن بعضها البعض بشكل منفصل:
- تقترح الهيئة التشريعية قوانين في شكل مشاريع قوانين، وتوفر إطارًا تشريعيًا لعمليات الساعدين الآخرين؛ السيادية هي جزء رسمي من البرلمان، ولكنها لا تلعب أي دور نشط في هذه الأمور، باستثناء أن (يمثل السيادة) المحافظون العامون وحكام الولايات ومسؤولو الأراضي يوقعون القوانين في القانون من خلال تقديم الموافقة الملكية.
- يدير السلطة التنفيذية القوانين ويُنفذ المهام المسندة إليها بموجب التشريع.
- تنظر السلطة القضائية في القضايا الناشئة عن إدارة القانون، حيث تطبق كل من القانون الأساسي والقانون العام؛ لا تستطيع المحاكم الأسترالية إعطاء رأي استشاري حول دستورية أي قانون، ولكن يمكن للمحكمة العليا في أستراليا تحديد ما إذا كان القانون الحالي قانونًا دستوريًا.
- يتم تعيين السلطة القضائية من قبل ممثلي السيادة، بناء على نصيحة الكومنولث أو حكومة الولاية / الإقليم؛ لكن يجب ألا تحاول السلطة التشريعية والسلطة التنفيذية التأثير في قراراتها.
- وحتى صدور قانون أستراليا لعام 1986، والتشريعات المرتبطة به في برلمان المملكة المتحدة لبريطانيا العظمى وأيرلندا الشمالية، يمكن إحالة بعض القضايا الأسترالية إلى اللجنة القضائية البريطانية التابعة لمجلس الملكة الخاص للاستئناف النهائي. وبهذا القانون، أصبح القانون الأسترالي ذو سيادة بشكل لا لبس فيه، وتم تأكيد المحكمة العليا في أستراليا باعتبارها أعلى محكمة استئناف. كما تم إزالة الإمكانية النظرية للبرلمان البريطاني لسن القوانين لإلغاء الدستور الأسترالي.

## السلطة التشريعية

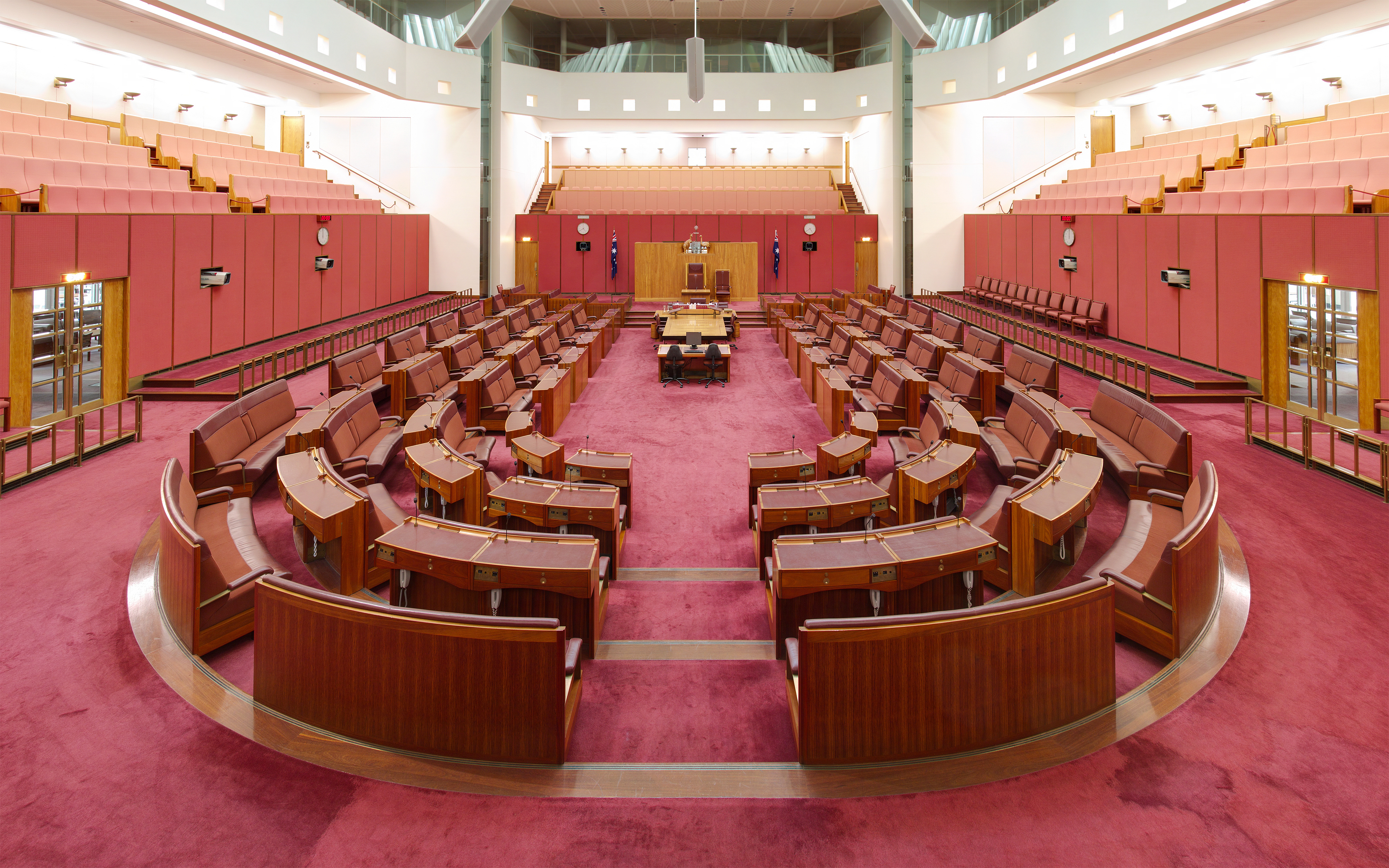
مجلس الشيوخ الأسترالي

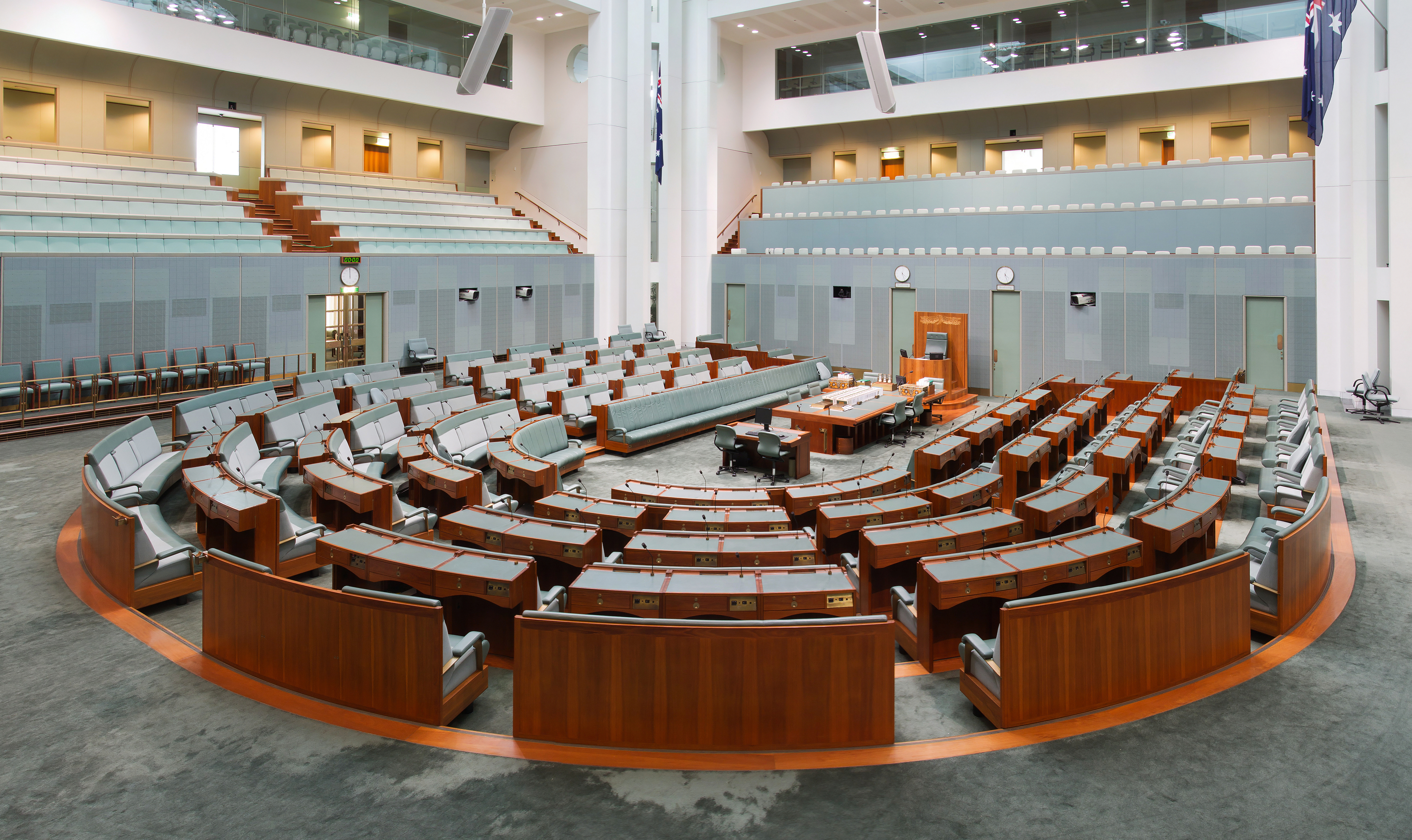
غرفة مجلس النواب الأسترالي

الهيئة التشريعية تضع القوانين وتشرف على أنشطة الساعتين الأخريين بهدف تغيير القوانين عند الاقتضاء. يتألف البرلمان الأسترالي من مجلسين، يتألف من ملكة أستراليا، ومجلس الشيوخ المكون من 76 عضوًا ومجلس النواب الذي يضم 150 عضوًا.
يُنتخب اثنا عشر عضوًا من كل ولاية لفترات ولاية مدتها ست سنوات، باستخدام التمثيل النسبي والتصويت الوحيد القابل للتحويل (المعروف في أستراليا باسم «التصويت التفضيلي للحصص»، حيث ينتخب نصفهم كل ثلاث سنوات. بالإضافة إلى أعضاء مجلس الشيوخ في الولاية، يتم انتخاب عضوين من مجلس الشيوخ من قبل الناخبين من الإقليم الشمالي (والذي يشمل لهذا الغرض أقاليم المحيط الهندي، وجزيرة الكريسماس وجزر كوكوس (كيلينغ))، في حين يتم انتخاب عضوين آخرين من مجلس الشيوخ من قبل ناخبي إقليم العاصمة الأسترالية (والذي يشمل لهذا الغرض منطقة خليج جيرفيس). كما يتم انتخاب أعضاء مجلس الشيوخ من المناطق باستخدام التصويت التفضيلي، ولكن مدة ولايتهم ليست ثابتة؛ تبدأ في يوم الانتخابات العامة لمجلس النواب وتنتهي في اليوم السابق للانتخابات التالية.
يتم انتخاب أعضاء مجلس النواب عن طريق التصويت الأكثر تفضيلاً باستخدام نظام التصويت الفوري غير المتزامن من الدوائر الانتخابية ذات العضو الواحد والموزعة بين الولايات والأقاليم. في التشريع العادي، يكون للغرفتين سلطات منسقة، لكن يجب تقديم جميع المقترحات الخاصة بتخصيص الدخل أو فرض الضرائب في مجلس النواب. في ظل نظام وستمنستر السائد، تتم دعوة زعيم الحزب السياسي أو ائتلاف الأحزاب التي تحظى بدعم أغلبية الأعضاء في مجلس النواب لتشكيل حكومة ويسمى رئيس الوزراء.
رئيس الوزراء ومجلس الوزراء مسؤولون أمام البرلمان، ويجب أن يكونوا أعضاء في معظم الحالات. تجرى الانتخابات العامة مرة واحدة على الأقل كل ثلاث سنوات. ولرئيس الوزراء سلطة تقديرية في إبلاغ الحاكم العام بإجراء انتخابات لمجلس النواب في أي وقت، لكن انتخابات مجلس الشيوخ لا يمكن أن تُعقد إلا في فترات معينة منصوص عليها في الدستور. كانت آخر انتخابات عامة في 2 يوليو 2016.
يعمل برلمان الكومنولث وجميع الهيئات التشريعية في الولايات والأقاليم ضمن اتفاقيات نظام وستمنستر، مع زعيم معارضة معترف به، وعادة ما يكون زعيم أكبر حزب خارج الحكومة. على الرغم من أن الحكومة، بحكم قيادتها لأغلبية الأعضاء في مجلس النواب في المجلس التشريعي، يمكنها عادة تمرير تشريعاتها، حيث يمكن للمعارضة أن تؤخر بشكل كبير تمرير التشريعات وتعوق أعمال الحكومة إذا اختارت ذلك.
عادة ما يتم التفاوض على الأعمال اليومية لمجلس النواب بين زعيم مجلس النوّاب، المُعين من قبل رئيس الوزراء، ومدير أعمال المعارضة في مجلس النواب.

## الإدارة

### رئيس الدولة
يعود تاريخ الدستور الأسترالي إلى عام 1901، عندما لم تكن دومينيات الإمبراطورية البريطانية دولًا ذات سيادة، ولا تستخدم مصطلح «رأس الدولة». بما أن أستراليا هي نظام ملكي دستوري، فإن مصادر حكومية وأكاديمية تصف الملكة كرئيسة للدولة. من الناحية العمليّة، ينقسم دور رئيس دولة أستراليا بين شخصين، ملكة أستراليا والحاكم العام لأستراليا، الذي يتم تعيينه من قبل الملكة بناء على نصيحة رئيس وزراء أستراليا. على الرغم من أن الحاكم العام هو ممثل الملكة في العديد من النواحي، ويمارس سلطات دستورية مختلفة باسمها، إلا أنه يمارس بشكل مستقل العديد من القوى المهمة في حد ذاته. الحاكم العام يمثل أستراليا دوليا، ويتلقى زيارات الدولة.

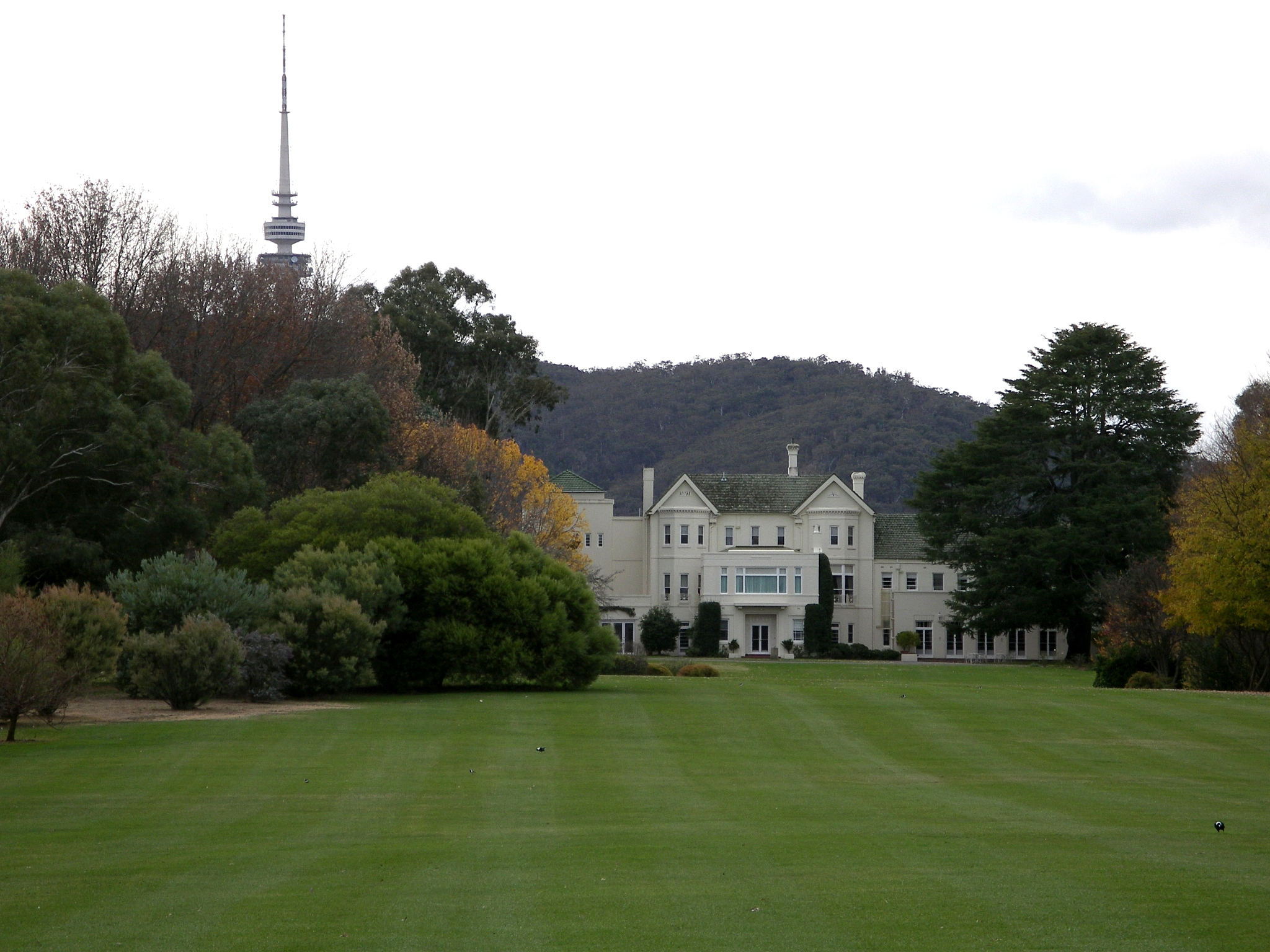
مقر الحكومة في كانيبرا

تعتبر مملكة أستراليا، الملكة إليزابيث الثانية حاليًا، من بين خمسة عشر دولة أخرى من دول الكومنولث بما في ذلك المملكة المتحدة. مثل غيرها من السيادة، حصلت أستراليا على استقلال تشريعي من برلمان المملكة المتحدة بموجب قانون وستمنستر 1931، الذي اعتمد في أستراليا في عام 1942 بأثر رجعي من 3 سبتمبر 1939. بموجب القانون الملكي للألقاب الملكية لعام 1953، أعطى البرلمان الأسترالي الملكة لقب ملكة أستراليا، وفي عام 1973، أزيلت ألقابها أي إشارة إلى مكانتها كملكة للمملكة المتحدة ومدافع عن الإيمان، مما جعلها ملكة أستراليا.
ينص البند 61 من الدستور على أن «السلطة التنفيذية للكومنولث تتولاها الملكة ويتم ممارستها من قبل الحاكم العام كممثل للملكة، وتمتد إلى تنفيذ وصيانة هذا الدستور، ولقوانين الكومنولث». تنص المادة 2 من الدستور الأسترالي على أن يمثل الحاكم العام، الملكة في أستراليا. في الممارسة العملية، يقوم الحاكم العام بجميع المهام التي يؤديها عادة رئيس الدولة، دون الرجوع إلى الملكة.
بموجب اتفاقيات نظام وستمنستر، يتم ممارسة سلطات الحاكم العام بشكل شبه دائم بناء على نصيحة رئيس الوزراء أو الوزراء الآخرين. يحتفظ الحاكم العام بسلطات احتياطية مماثلة لتلك التي تمتلكها الملكة في المملكة المتحدة. ونادراً ما تُمارس هذه الأمور، لكن أثناء الأزمة الدستورية الأسترالية لعام 1975، استخدمها الحاكم العام، السير جون كير، بشكل مستقل عن الملكة ورئيس الوزراء.
شهدت أستراليا بشكل دوري حركات تسعى لإنهاء النظام الملكي. في استفتاء عام 1999، صوت الشعب الأسترالي على اقتراح لتغيير الدستور. وكان من شأن المقترح أن يزيل الإشارات إلى الملكة من الدستور وأن يحل محل الحاكم العام برئيس يرشحه رئيس الوزراء، ولكنه يخضع لموافقة أغلبية ثلثي مجلسي البرلمان. الاقتراح قد هزم. تستمر الحركة الجمهورية الأسترالية في حملتها من أجل إنهاء النظام الملكي في أستراليا، حيث يعارضه الأستراليون من أجل الملكية الدستورية والرابطة الملكية الأسترالية.

### المجلس التنفيذي
المجلس التنفيذي الاتحادي هو هيئة رسمية موجودة وتجتمع لإضفاء أثر قانوني على القرارات التي يتخذها مجلس الوزراء، والقيام بالعديد من الوظائف الأخرى. جميع الوزراء أعضاء في المجلس التنفيذي، وعادة ما يرأس الحاكم العام اجتماعات المجلس، ولكن في غيابه يرشح وزير آخر ليكون نائبًا لرئيس المجلس التنفيذي في اجتماع المجلس. منذ 20 ديسمبر 2017، كان نائب رئيس المجلس التنفيذي الفيدرالي هو السناتور ماتياس كورمان.
هناك أوقات عندما تتصرف الحكومة بقدرة «تصريف الأعمال»، وبشكل أساسي في الفترة السابقة على الانتخابات العامة وبعدها مباشرة.

### مجلس الوزراء
مجلس وزراء أستراليا هو مجلس كبار وزراء التاج، وهو مسؤول أمام البرلمان الاتحادي. يتم تعيين الوزراء من قبل الحاكم العام، بناء على نصيحة رئيس الوزراء. اجتماعات مجلس الوزراء خاصة جدا وتحدث مرة واحدة في الأسبوع حيث يتم مناقشة القضايا الحيوية ووضع السياسات. خارج الوزارة، هناك وزارة خارجية، بالإضافة إلى عدد من صغار الوزراء، يُدعى الأمناء البرلمانيون، والمسؤولون عن مجال سياسة معين، ويقدمون تقاريرهم مباشرة إلى وزير كبير في الحكومة.
لا يعترف دستور أستراليا بمجلس الوزراء ككيان قانوني؛ انها موجودة فقط عن طريق الاتفاقية. قراراتها ليس لها في حد ذاتها قوة قانونية. ومع ذلك، فهو بمثابة التعبير العملي عن المجلس التنفيذي الاتحادي، وهو أعلى هيئة حكومية رسمية في أستراليا. من الناحية العملية، يجتمع المجلس التنفيذي الاتحادي فقط للتصديق وإعطاء القوة القانونية للقرارات التي اتخذها مجلس الوزراء بالفعل. جميع أعضاء مجلس الوزراء هم أعضاء في المجلس التنفيذي. ورغم أن الحاكم العام هو المسؤول الاسمي، إلا أنه لم يحضر اجتماعات المجلس التنفيذي. يشغل أحد كبار أعضاء مجلس الوزراء مكتب نائب رئيس المجلس التنفيذي ويعمل كمسؤول رئيسي في المجلس التنفيذي في غياب الحاكم العام.
حتى عام 1956 كان جميع أعضاء الوزارة أعضاء في مجلس الوزراء. وقد جعل نمو الوزارة في الأربعينات والخمسينيات من القرن المنصرم هذا الأمر غير عملي على نحو متزايد، وفي عام 1956 أنشأ روبرت مينزيس وزارة من مستويين، حيث كان الوزراء الكبار فقط يحملون رتبة الحكومة، والمعروف أيضًا داخل البرلمان كمقعد أمامي. استمرت هذه الممارسة من قبل جميع الحكومات باستثناء حكومة ويتلام.
عندما تكون الأحزاب غير العمالية في السلطة، يقوم رئيس الوزراء بجميع التعيينات الوزارية وفقاً لتقديره الخاص، على الرغم من أنه في الواقع يتشاور مع كبار الزملاء في التعيينات. عندما كان الحزب الليبرالي وأسلافه (الحزب القومي وحزب أستراليا الموحدة) في ائتلاف مع الحزب الوطني أو سابقه حزب البلد، كان زعيم حزب التحالف الصغير لديه الحق في ترشيح أعضاء حزبهم في وزارة الائتلاف، ويتم استشارته من قبل رئيس الوزراء على تخصيص محافظهم.
عندما تولى حزب العمل منصبه لأول مرة في عهد كريس واتسون، تولى واتسون الحق في اختيار أعضاء مجلس وزرائه. ومع ذلك، قرر الحزب في عام 1907 أن يتم انتخاب أعضاء مجلس النواب المستقبليين من قبل أعضاء حزب العمل البرلماني، وكيوكوس. وقد اتبعت هذه الممارسة حتى عام 2007. بين عامي 1907 و 2007، مارس رؤساء وزراء حزب العمال تأثيراً مهيمناً على من تم انتخابه لوزارات العمل، على الرغم من أن قادة الفصائل الحزبية مارسوا نفوذاً كبيراً. قبل الانتخابات العامة عام 2007، قال زعيم المعارضة آنذاك، كيفن رود، إنه هو وحده سيختار الوزارة إذا ما أصبح رئيسًا للوزراء. فاز حزبه في الانتخابات واختار الوزارة، كما قال إنه سيفعل ذلك.
يجتمع مجلس الوزراء ليس فقط في كانبيرا ولكن أيضا في عواصم الولايات، في معظم الأحيان سيدني وملبورن. كان كيفن رود يؤيد اجتماع مجلس الوزراء في أماكن أخرى، مثل المدن الإقليمية الرئيسية. هناك مكاتب برلمان الكومنولث في كل عاصمة الولاية، مع مكاتب في سيدني تقع في شارع فيليب.

### الدوائر في الحكومة
هناك 18 دائرة في الحكومة الأسترالية:
- دائرة المدعي العام.
- وزارة الزراعة والموارد المائية.
- قسم الاتصالات والفنون.
- قسم الدفاع.
- قسم التعليم والتدريب.
- قسم التوظيف.
- قسم البيئة والطاقة.
- دائرة المالية.
- وزارة الشؤون الخارجية والتجارة.
- قسم الصحة.
- قسم الشؤون الداخلية.
- قسم الخدمات البشرية.
- قسم الصناعة والابتكار والعلوم.
- قسم البنية التحتية والتنمية الإقليمية.
- قسم رئيس الوزراء ومجلس الوزراء.
- قسم الخدمات الاجتماعية.
- قسم الخزانة.
- قسم شؤون المحاربين القدامى.

## السلطة القضائية

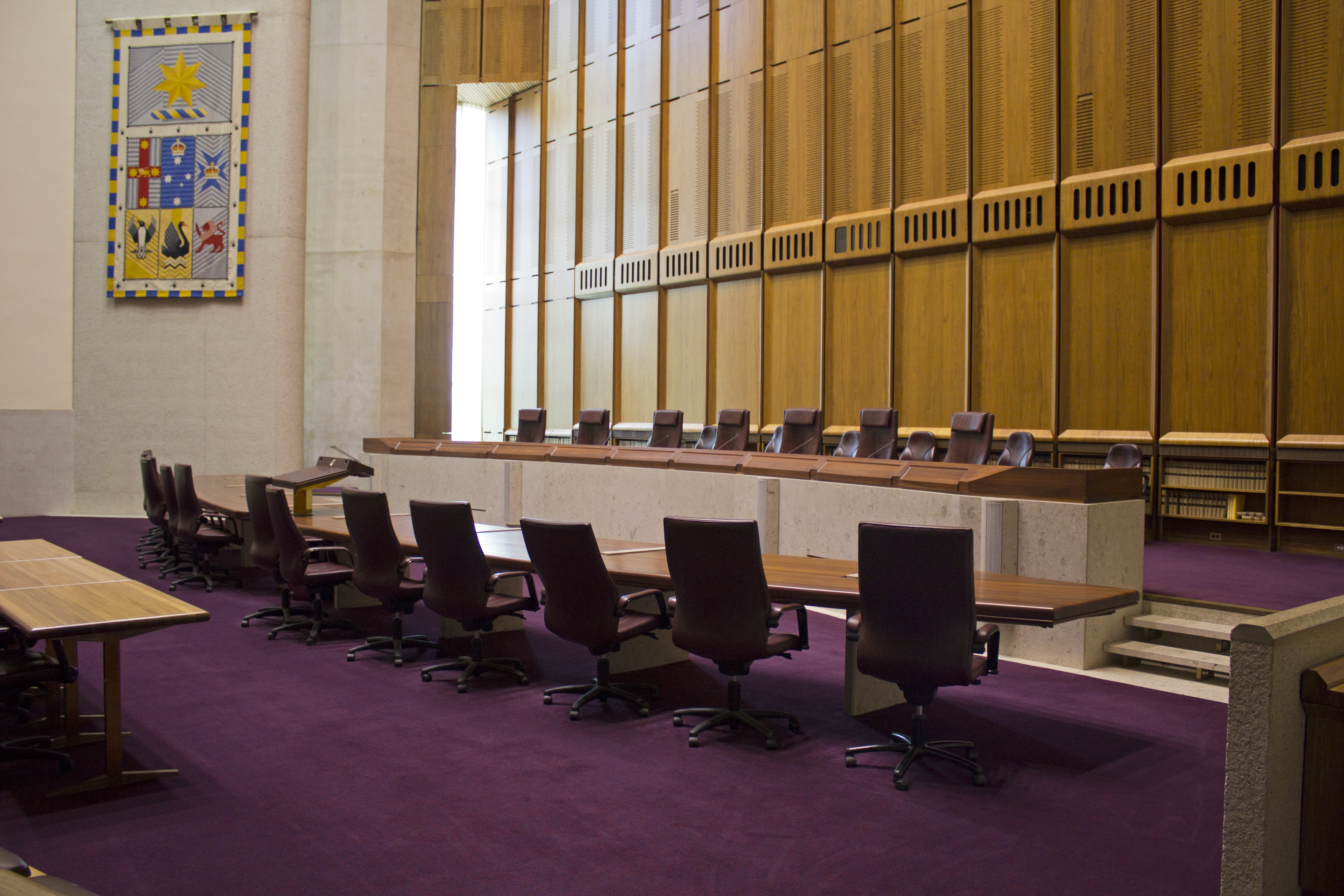
قاعة المحكمة 1 في المحكمة العليا في كانبيرا.

كإتحاد فيدرالي، تمارس السلطة القضائية في أستراليا من قبل المحاكم الفدرالية ومحاكم الولايات.
تناط السلطة القضائية الفيدرالية بالمحكمة العليا بأستراليا وغيرها من المحاكم الفيدرالية الأخرى التي أنشأها البرلمان الاتحادي، بما في ذلك المحكمة الاتحادية الأسترالية، ومحكمة الأسرة في أستراليا، ومحكمة الدوائر الفيدرالية في أستراليا. بالإضافة إلى ذلك، على خلاف الولايات المتحدة، فإن السلطة التشريعية الفيدرالية لديها صلاحية سن القوانين التي تخول الولاية القضائية الاتحادية في محاكم الدولة. وبما أن الدستور الأسترالي يتطلب فصل السلطات على المستوى الاتحادي، فإن المحاكم وحدها هي التي يجوز لها ممارسة السلطة القضائية الاتحادية؛ وبالعكس، لا يمكن إسناد المهام غير القضائية إلى المحاكم.
تمارس السلطة القضائية للدولة من قبل المحكمة العليا في كل ولاية، والمحاكم الأخرى التي أنشأتها برلمانات الولايات.
المحكمة العليا هي محكمة الاستئناف النهائية في أستراليا ولديها سلطة النظر في الطعون في المسائل المتعلقة بالقانون الاتحادي وقانون الولاية. وله سلطة قضائية أصلية وقانون استئنافي، وقوة المراجعة القضائية على القوانين التي تمررها البرلمانات الفيدرالية والولائية، وله اختصاص لتفسير الدستور الأسترالي. على خلاف الولايات المتحدة، هناك قانون واحد مشترك فقط في أستراليا، وليس قوانين مشتركة منفصلة لكل دولة.